# منتخب أستراليا لكرة القدم للرجال المصابين بالشلل الدماغي
منتخب أستراليا لكرة القدم للرجال المصابين بالشلل الدماغي يمثل أستراليا في المسابقات الدولية السبعة. يُطلق عليه رسميًا اسم باراروس، وهو فريق يتم التحكم فيه حاليًا من قبل الهيئة الحاكمة لكرة القدم في أستراليا، اتحاد كرة القدم الأسترالي (FA)، وهو عضو في الاتحاد الآسيوي لكرة القدم (AFC) واتحاد كرة القدم في رابطة دول جنوب شرق آسيا (AFF) الإقليمي.
منذ تأسيس الفريق في عام 1998، مثّل الفريق أستراليا في دورة الألعاب البارالمبية في مناسبة واحدة عام 2000 وشارك في تسع بطولات عالمية للاتحاد الدولي لكرة السلة للمعاقين/رابطة اللاعبين الدوليين البارالمبيين في الفترة من 2001 إلى 2019. وحققت أستراليا أعلى نتيجة لها في أول مشاركة لها في بطولة العالم البارالمبية الدولية للألعاب البارالمبية الدولية لذوي الاحتياجات الخاصة في عام 2001، حيث فازت على الولايات المتحدة الأمريكية 1–0 لتحتل المركز الخامس من إجمالي 13 فريقاً متأهلاً. يحتل البارارو حالياً المركز العاشر في تصنيف الاتحاد الدولي لكرة القدم لذوي الاحتياجات الخاصة.
منذ تأسيس الفريق في عام 1998، مثلوا أستراليا في الألعاب البارالمبية في مناسبة واحدة في عام 2000 وشاركوا في تسع بطولات عالمية الاتحاد الدولي لكرة القدم للمصابين بالشلل الدماغي / منظمة الرياضة والترفيه الدولية لمرضى الشلل الدماغي من عام 2001 إلى عام 2019. حققت أستراليا أعلى نتيجة لها في أول مشاركة لها في منظمة الرياضة والترفيه الدولية لمرضى الشلل الدماغي في عام 2001، حيث تغلبت على الولايات المتحدة 1–0 لتحتل المركز الخامس من إجمالي 13 فريقًا مؤهلًا. يحتل فريق باراروس حاليًا المرتبة العاشرة في تصنيفات الاتحاد الدولي لكرة القدم للمصابين بالشلل الدماغي.
يتكون الفريق من رياضيين يعانون من إعاقات عصبية مثل الرنح أو فرط التوتر العضلي أو الكنع، ويلعبون لعبة منسقة بشكل مشابه لكرة القدم، مع فرق أصغر وملاعب وقواعد مختلفة للرمي والتسلل.

## التاريخ

### التأسيس (1998)

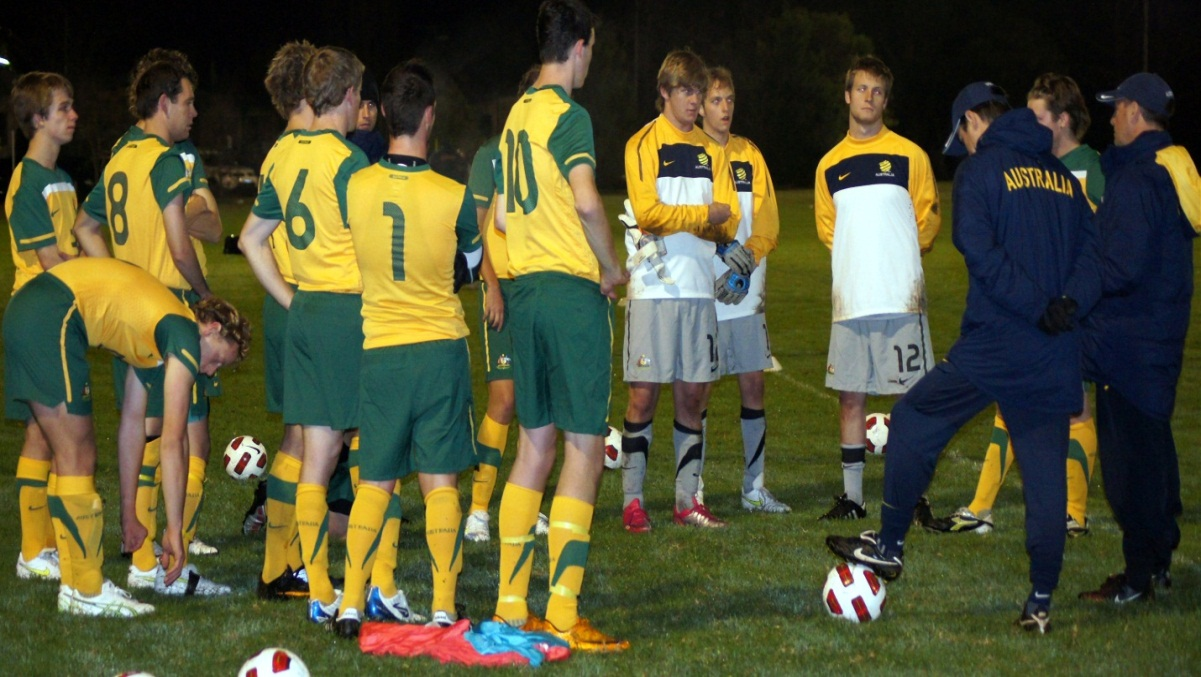
فريق باراروس في معسكر التدريب

بعد تقديم كرة القدم السبعة في دورة الألعاب البارالمبية الصيفية عام 1984، افتقرت أستراليا إلى هيئة حاكمة للإشراف على تمويل تطوير فريق كرة القدم البارالمبي. في عام 1998، قامت الاتحاد الأسترالي للرياضة والترفيه للمصابين بالشلل الدماغي (CPASRF) واللجنة البارالمبية الأسترالية (APC) بشكل جماعي بتأسيس فريق كرة قدم مكون من 7 لاعبين استعدادًا لدورة الألعاب البارالمبية التي ستقام في سيدني عام 2000. خسر الفريق الذي يديره كورنيليوس فان إلديك ويدربه كل من راسل ماريوت وديفيد كامبل جميع المباريات الثلاث في مرحلة المجموعات من حملته الأولى في دورة الألعاب البارالمبية الصيفية.
في عام 2001، شارك الفريق في أول دورة ألعاب عالمية لمنظمة الرياضة والترفيه الدولية لمرضى الشلل الدماغي (CPISRA)، وهزم كل من بلجيكا واسكتلندا وإنجلترا ليحتل المركزين الثاني والثالث في كل من مرحلتي المجموعات. واصل الفريق هزيمة الولايات المتحدة بنتيجة 1–0 ليحتل المركز الخامس في البطولة. في عام 2005، تم التوصل إلى اتفاق بين الاتحاد الأسترالي للرياضة والترفيه للمصابين بالشلل الدماغي واللجنة البارالمبية الأسترالية، لتسليم السيطرة على الفريق إلى اتحاد كرة القدم الأسترالي (FA) الذي كان الهيئة الحاكمة لكل من فريقي كرة القدم الأسترالي للرجال والسيدات في ذلك الوقت.

### عصر بول براون (2006 – 2013)

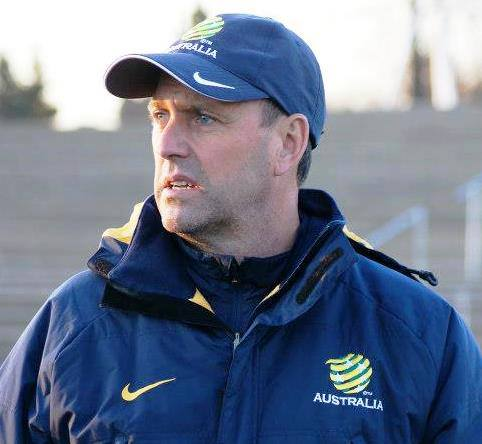
المدرب الرئيسي، بول براون

في مارس 2006، تم تعيين بول براون وكاي لاميرت كمدرب رئيسي ومدرب مساعد للفريق البارالمبي على التوالي. جاء هذا التعيين استعدادا لبطولة العالم من منظمة الرياضة والترفيه الدولية لمرضى الشلل الدماغي 2007، والتي كانت الحدث المؤهل لدورة الألعاب البارالمبية في بكين عام 2008. احتل الفريق المركز الحادي عشر في تصنيفات بطولة منظمة الرياضة والترفيه الدولية لمرضى الشلل الدماغي وفشل بعد ذلك في التأهل إلى دورة الألعاب البارالمبية، بعد هزائم ثقيلة من كل من إنجلترا والبرازيل.
بعد الأداء الضعيف للفريق في البطولة، سافر براون عبر أستراليا للمساعدة في تعزيز برامج الدولة، ومراقبة تقدم اللاعبين. بالإضافة إلى ذلك، أجرى براون ثلاثة معسكرات وطنية على مدار فترة الاثني عشر شهرًا التي سبقت بطولة العالم من منظمة الرياضة والترفيه الدولية لمرضى الشلل الدماغي 2011، والتي كانت بمثابة الحدث المؤهل لدورة الألعاب البارالمبية في لندن عام 2012. على الرغم من هزيمة إسبانيا بنتيجة 4–2، في المباراة الافتتاحية لبطولة العالم من منظمة الرياضة والترفيه الدولية لمرضى الشلل الدماغي 2011، خسر فريق باراروس أمام البرازيل وهولندا وإنجلترا ليحتل المركز الحادي عشر وبالتالي لم يتأهل إلى دورة الألعاب البارالمبية في لندن 2012.
وكجزء من تقديم لجنة الرياضة الأسترالية لسياسة الفوز في 23 يونيو 2014، تم خفض تمويل باراروس بمقدار 175،000 دولار، حيث قررت اللجنة أن الأولوية في التمويل يجب أن تكون للرياضات التي لديها أكبر فرصة للنجاح. وفي أعقاب هذا القرار، أطلق المدرب الرئيسي بول براون عريضة عبر الإنترنت للمطالبة بإعادة التمويل الحكومي، حيث وقع أكثر من 82 ألف شخص على العريضة على موقع change.org. ومع ذلك، أكد ماثيو فافيير، مدير الرياضة في لجنة الرياضة الأسترالية في ذلك الوقت، قرار اللجنة قائلاً إن «لجنة الرياضة الأسترالية لم تعتقد أن الفريق سيتأهل إلى ريو».
في يناير 2015، تم نقل إدارة الرياضة من منظمة الرياضة والترفيه الدولية لمرضى الشلل الدماغي إلى الاتحاد الدولي لكرة القدم للمصابين بالشلل الدماغي (IFCPF) الذي تم إنشاؤه حديثًا. تنحى بول براون عن منصبه كمدرب رئيسي في مارس 2015.

### حقبة كاي لاميرت (2015 – الآن)
تم تعيين المدير المساعد السابق كاي لاميرت كمدرب رئيسي جديد لفريق باراروس في مارس 2015. خلال الأشهر الأولى من توليه منصبه، تعاون الاتحاد الأسترالي لكرة القدم (FA) مع مؤسسة الرياضة الأسترالية (ASF) لتطوير مخطط معفى من الضرائب لجمع الأموال الضرورية لدعم الفريق، استعدادًا لبطولات كرة القدم المستقبلية. في غياب أي تمويل من لجنة الرياضة الأسترالية، تمكن الفريق من التأهل والسفر إلى الأرجنتين للمشاركة في بطولة الاتحاد الدولي لكرة القدم للمصابين بالشلل الدماغي الافتتاحية لعام 2017، وذلك من خلال التمويل الجماعي. أنهى فريق باراروس البطولة في المركز العاشر بعد هزيمته 2–1 أمام الأرجنتين، الدولة المضيفة.
في عام 2018، حصل الفريق على المركز الثاني في بطولة آسيا وأوقيانوسيا من الاتحاد الدولي لكرة القدم للمصابين بالشلل الدماغي بعد هزيمته 7–0 أمام إيران في النهائي، ليتأهل إلى بطولة كأس العالم الاتحاد الدولي لكرة القدم للمصابين بالشلل الدماغي لاتحاد الدولي لكرة القدم للمصابين بالشلل الدماغي
التي أُعيدت تسميتها في إسبانيا. واصل فريق باراروس احتلاله المركز العاشر في كأس العالم من الاتحاد الدولي لكرة القدم للمصابين بالشلل الدماغي، بعد خسارته 4–2 أمام كندا.
وكجزء من مبادرة فيفا فورورد 2.0 في عام 2019، حصل الاتحاد الإنجليزي لكرة القدم على تمويل لمساعدة أستراليا في الاستعداد للمسابقات الدولية المستقبلية. كما سمح للفريق بلعب أول مباراة رسمية له في أستراليا منذ دورة الألعاب البارالمبية عام 2000. أقيمت المباراة في 30 نوفمبر 2019، في كرومر بارك ‏ سيدني، ضد المصنفة رقم 12 عالميًا، كندا. فاز فريق باراروس بالمباراة بنتيجة 5–0، بحضور ما يقرب من 1200 مشجع، وهو رقم قياسي لكرة القدم السبعة خارج الألعاب البارالمبية. كما حطمت اللعبة الرقم القياسي لأعلى إنفاق على البضائع لكل مشجع في أي لعبة وطنية أسترالية خلال عام 2019. وكجزء من مبادرة الاتحاد الدولي لكرة القدم، تم إعادة تخصيص 100% من الإيرادات المحققة في ذلك اليوم لدعم الفريق. احتفلت المباراة أيضًا بالمباراة رقم 100 لقائد فريق باراروس ديفيد باربر، الذي يحمل الرقم القياسي لأكبر عدد من المشاركات مع الفريق البارالمبي الأسترالي.

## صورة الفريق

### الألوان
الزي الرسمي لفريق كرة القدم البارالمبي الأسترالي هو تقليديا نفس الزي الرسمي لفريق كرة القدم الأسترالي للرجال. يتميز هذا القميص باللون الأصفر مع شورت أصفر وجوارب خضراء. بينما كبديل للطقم الخارجي، يكون القميص والشورت باللون الفيروزي، والجوارب باللون الأصفر. تم توفير الأطقم الأسترالية من قبل شركة نايكي، منذ عام 2004.

### الرعاية
| الفترة      | الشركة المصنعة للمعدات | راعي القميص |
| ----------- | ---------------------- | ----------- |
| 1998 – 2004 | أديداس                 |             |
| 2004 – 2017 | نايكي                  |             |
| 2017–2019   | نايكي                  | زست كير     |
| 2019–2022   | نايكي                  |             |

### اللقب
يتم استخدام لقب الفريق البارالمبي الأسترالي، باراروس، للإشارة إلى الفريق بشكل غير رسمي، في وسائل الإعلام وفي المحادثات. على غرار ألقاب الفرق الرياضية الوطنية الأسترالية ‏ الأخرى، فإن المصطلح عبارة عن كلمة مركبة تجمع بين كلمة البارالمبية وكانجارو.

## النتائج والمباريات الأخيرة

### 2019
| كأس العالم 2019 للاتحاد الدولي للشلل الدماغي 9 يوليو 2019 | الأرجنتين | 1-4   | أستراليا | إشبيلية، إسبانيا |
| 17:00 التوقيت الشرقي الأسترالي القياسي                    |           | تقرير |          |                  |

| كأس العالم 2019 للاتحاد الدولي للشلل الدماغي 11 يوليو 2019 | أستراليا | 2-0   | إسبانيا | إشبيلية، إسبانيا |
| 19:00 التوقيت الشرقي الأسترالي القياسي                     |          | تقرير |         |                  |

| كأس العالم 2019 للاتحاد الدولي للشلل الدماغي 13 يوليو 2019 | أستراليا | 5-0   | تايلاند | إشبيلية، إسبانيا |
| 17:00 التوقيت الشرقي الأسترالي القياسي                     |          | تقرير |         |                  |

| كأس العالم 2019 للاتحاد الدولي للشلل الدماغي 16 يوليو 2019 | أستراليا | 1-2   | ألمانيا | إشبيلية، إسبانيا |
| 19:00 التوقيت الشرقي الأسترالي القياسي                     |          | تقرير |         |                  |

| كأس العالم 2019 للاتحاد الدولي للشلل الدماغي 18 يوليو 2019 | أستراليا | 4-2   | كندا | إشبيلية، إسبانيا |
| 4:00 التوقيت الشرقي الأسترالي القياسي                      |          | تقرير |      |                  |

| مباراة ودية 30 نوفمبر 2019             | أستراليا | 5-0   | كندا | سيدني، أستراليا |
| 17:30 التوقيت الشرقي الأسترالي القياسي |          | تقرير |      |                 |

### 2022
تم إلغاء المسابقات الدولية طوال عامي 2020 و2021 نتيجة لجائحة كوفيد–19.
| كأس العالم 2022 للاتحاد الدولي للشلل الدماغي 5 مايو 2022 | أستراليا | 0-2   | إيران | برشلونة، إسبانيا |
| 23:30 التوقيت الشرقي الأسترالي القياسي                   |          | تقرير |       |                  |

| كأس العالم 2022 للاتحاد الدولي للشلل الدماغي 7 مايو 2022 | الولايات المتحدة | 5-1   | أستراليا | برشلونة، إسبانيا |
| 20:30 التوقيت الشرقي الأسترالي القياسي                   |                  | تقرير |          |                  |

| كأس العالم 2022 للاتحاد الدولي للشلل الدماغي 10 مايو 2022 | أستراليا | 3-3 (و.إ) (4-5 ر.ت) | كندا | برشلونة، إسبانيا |
| 20:30 التوقيت الشرقي الأسترالي القياسي                    |          | تقرير               |      |                  |

| كأس العالم 2022 للاتحاد الدولي للشلل الدماغي 13 مايو 2022 | ألمانيا | 1-2   | أستراليا | برشلونة، إسبانيا |
| 20:30 التوقيت الشرقي الأسترالي القياسي                    |         | تقرير |          |                  |

### 2023
| مباراة ودية 31 فبراير 2023             | أستراليا | 1-4   | الولايات المتحدة | سيدني، أستراليا                                                        |
| 10:30 التوقيت الشرقي الأسترالي القياسي | Lynch 3' | تقرير |                  | الملعب: كرومر بارك الحضور: ودية خلف الأبواب المغلقة الحكم: ديل إدواردز |

| مباراة ودية 2 فبراير 2023              | أستراليا | 0-2   | الولايات المتحدة | سيدني، أستراليا                                                        |
| 10:30 التوقيت الشرقي الأسترالي القياسي |          | تقرير |                  | الملعب: كرومر بارك الحضور: ودية خلف الأبواب المغلقة الحكم: ديل إدواردز |

| مباراة ودية 4 فبراير 2023              | أستراليا | 0-0   | الولايات المتحدة | سيدني، أستراليا                                   |
| 15:00 التوقيت الشرقي الأسترالي القياسي |          | تقرير |                  | الملعب: كرومر بارك الحضور: 1,072 الحكم: واين كراب |

## اللاعبين
عدد المباريات والأهداف الصحيحة اعتبارًا من 17 مايو 2022.
| ر. | المركز     | اللاعب               | تاريخ الميلاد (العمر) | المباريات | الأهداف | أول ظهور                             |
| -- | ---------- | -------------------- | --------------------- | --------- | ------- | ------------------------------------ |
| 49 | GK         | كوزيمو تشيريلو       | 20 سنة                | 4         | 1       | ضد إيران – 3 أغسطس 2016              |
| 2  | GK، DF، MF | كريستوفر باين        | 38 سنة                | 104       | 20      | ضد هولندا – 27 أكتوبر 1999           |
| 1  | DF         | ديفيد باربر (ق)      | 42 سنة                | 101       | 70      | ضد هولندا – 27 أكتوبر 1999           |
| 27 | DF         | بن أتكينز            | 30 سنة                | 72        | 8       | ضد كندا – 31 مايو 2008               |
| 48 | DF         | أليساندرو لا فيرغيتا | 21 سنة                | 7         | 2       | ضد إيران – 3 أغسطس 2016              |
| 51 | DF، MF     | تاج لينش             | 21 سنة                | 16        | 1       | ضد أوكرانيا – 13 سبتمبر              |
| 46 | DF، MF     | ماثيو هيرن           | 22 سنة                | 21        | 2       | ضد إسبانيا – 31 يوليو 2016           |
| 54 | DF، MF     | برادلي سكوت          | 34 سنة                | 3         | 1       | ضد كوريا الجنوبية – 24 نوفمبر 2018   |
| 44 | MF         | أنغوس ماكغريغور      | 26 سنة                | 12        | 1       | ضد روسيا – 20 يونيو 2015             |
| 53 | MF         | دانيال كامبل         | 19 سنة                | 6         | 2       | ضد الولايات المتحدة – 19 يوليو 2018  |
| 17 | MF، FW     | بنيامين روش          | 33 سنة                | 54        | 30      | ضد اليابان – 29 يونيو 2005           |
| 50 | FW         | بنيامين ساتون        | 29 سنة                | 4         | 1       | ضد الولايات المتحدة – 11 سبتمبر 2017 |
| 52 | FW         | أوغسطين ميرفي        | 22 سنة                | 5         | 0       | ضد الولايات المتحدة – 19 يوليو 2018  |

## مسؤولو النادي

### الطاقم الفني الحالي
اعتبارًا من 22 مايو 2022.
| المنصب           | الاسم         |
| ---------------- | ------------- |
| المدرب الرئيسي   | كاي لاميرت    |
| مساعد المدرب     | جوران ستاجيتش |
| مساعد المدرب     | تيم بالمر     |
| مدرب حراس المرمى | مايكل هاركنس  |
| مدير الفريق      | جاي فويسانجيم |

### المدربين
| الاسم       | الفترة      | الإنجازات | م.    |
| ----------- | ----------- | --- | ----- |
| راسل ماريوت | 1998 – 2006 | تصفيات الألعاب البارالمبية الصيفية: 2000 أعلى مركز في بطولة العالم من منظمة الرياضة والترفيه الدولية لمرضى الشلل الدماغي: الخامس | [ 5 ] |
| بول براون   | 2006 – 2013 | أعلى مركز في بطولة العالم من منظمة الرياضة والترفيه الدولية لمرضى الشلل الدماغي: المركز الثامن                                   | [ 6 ] |
| كاي لاميرت  | 2013 –      | أعلى مركز في بطولة العالم من الاتحاد الدولي لكرة القدم للمصابين بالشلل الدماغي: المركز العاشر                                    | [ 4 ] |

## النتائج التنافسية
اعتبارًا من 22 مايو 2022.

### الألعاب البارالمبية
| سجل الألعاب البارالمبية | سجل الألعاب البارالمبية | سجل الألعاب البارالمبية | سجل الألعاب البارالمبية | سجل الألعاب البارالمبية | سجل الألعاب البارالمبية | سجل الألعاب البارالمبية | سجل الألعاب البارالمبية | سجل الألعاب البارالمبية |
| العام                   | النتيجة                 | المركز                  | لعب                     | ف                       | ت                       | خ                       | له                      | عليه                    |
| ----------------------- | ----------------------- | ----------------------- | ----------------------- | ----------------------- | ----------------------- | ----------------------- | ----------------------- | ----------------------- |
| 1984                    | لم يشارك                | لم يشارك                | لم يشارك                | لم يشارك                | لم يشارك                | لم يشارك                | لم يشارك                | لم يشارك                |
| 1988                    | لم يشارك                | لم يشارك                | لم يشارك                | لم يشارك                | لم يشارك                | لم يشارك                | لم يشارك                | لم يشارك                |
| 1992                    | لم يشارك                | لم يشارك                | لم يشارك                | لم يشارك                | لم يشارك                | لم يشارك                | لم يشارك                | لم يشارك                |
| 1996                    | لم يشارك                | لم يشارك                | لم يشارك                | لم يشارك                | لم يشارك                | لم يشارك                | لم يشارك                | لم يشارك                |
| 2000                    | مرحلة المجموعات         | السابع                  | 3                       | 0                       | 0                       | 3                       | 0                       | 8                       |
| 2004                    | لم يتأهل                | لم يتأهل                | لم يتأهل                | لم يتأهل                | لم يتأهل                | لم يتأهل                | لم يتأهل                | لم يتأهل                |
| 2008                    | لم يتأهل                | لم يتأهل                | لم يتأهل                | لم يتأهل                | لم يتأهل                | لم يتأهل                | لم يتأهل                | لم يتأهل                |
| 2012                    | لم يتأهل                | لم يتأهل                | لم يتأهل                | لم يتأهل                | لم يتأهل                | لم يتأهل                | لم يتأهل                | لم يتأهل                |
| 2016                    | لم يتأهل                | لم يتأهل                | لم يتأهل                | لم يتأهل                | لم يتأهل                | لم يتأهل                | لم يتأهل                | لم يتأهل                |
| المجموع                 |                         | 0 ألقاب                 | 3                       | 0                       | 0                       | 3                       | 0                       | 8                       |

### بطولة العالم لمنظمة الرياضة والترفيه الدولية لمرضى الشلل الدماغي
| الرقم القياسي لبطولات العالم لمنظمة الرياضة والترفيه الدولية لمرضى الشلل الدماغي | الرقم القياسي لبطولات العالم لمنظمة الرياضة والترفيه الدولية لمرضى الشلل الدماغي | الرقم القياسي لبطولات العالم لمنظمة الرياضة والترفيه الدولية لمرضى الشلل الدماغي | الرقم القياسي لبطولات العالم لمنظمة الرياضة والترفيه الدولية لمرضى الشلل الدماغي | الرقم القياسي لبطولات العالم لمنظمة الرياضة والترفيه الدولية لمرضى الشلل الدماغي | الرقم القياسي لبطولات العالم لمنظمة الرياضة والترفيه الدولية لمرضى الشلل الدماغي | الرقم القياسي لبطولات العالم لمنظمة الرياضة والترفيه الدولية لمرضى الشلل الدماغي | الرقم القياسي لبطولات العالم لمنظمة الرياضة والترفيه الدولية لمرضى الشلل الدماغي | الرقم القياسي لبطولات العالم لمنظمة الرياضة والترفيه الدولية لمرضى الشلل الدماغي |
| العام                                                                            | النتيجة                                                                          | المركز                                                                           | لعب                                                                              | ف                                                                                | ت                                                                                | خ                                                                                | له                                                                               | عليه                                                                             |
| -------------------------------------------------------------------------------- | -------------------------------------------------------------------------------- | -------------------------------------------------------------------------------- | -------------------------------------------------------------------------------- | -------------------------------------------------------------------------------- | -------------------------------------------------------------------------------- | -------------------------------------------------------------------------------- | -------------------------------------------------------------------------------- | -------------------------------------------------------------------------------- |
| 2001                                                                             | 5 – 6 التصفيات                                                                   | 5                                                                                | 7                                                                                | 4                                                                                | 1                                                                                | 2                                                                                | 12                                                                               | 8                                                                                |
| 2007                                                                             | 11 – 12 التصفيات                                                                 | 11                                                                               | 6                                                                                | 3                                                                                | 0                                                                                | 3                                                                                | 17                                                                               | 13                                                                               |
| 2009                                                                             | 7 – 8 التصفيات                                                                   | 8                                                                                | 6                                                                                | 1                                                                                | 0                                                                                | 5                                                                                | 8                                                                                | 42                                                                               |
| 2011                                                                             | 11 – 12 التصفيات                                                                 | 11                                                                               | 6                                                                                | 3                                                                                | 0                                                                                | 3                                                                                | 15                                                                               | 30                                                                               |
| 2013                                                                             | 13 – 14 التصفيات                                                                 | 13                                                                               | 6                                                                                | 2                                                                                | 0                                                                                | 4                                                                                | 4                                                                                | 10                                                                               |
| المجموع                                                                          |                                                                                  | 0 ألقاب                                                                          | 31                                                                               | 13                                                                               | 1                                                                                | 17                                                                               | 56                                                                               | 103                                                                              |

### بطولة العالم لكرة القدم للاتحاد الدولي لكرة القدم للمصابين بالشلل الدماغي
| سجل بطولة العالم لكرة القدم للاتحاد الدولي لكرة القدم للمصابين بالشلل الدماغي | سجل بطولة العالم لكرة القدم للاتحاد الدولي لكرة القدم للمصابين بالشلل الدماغي | سجل بطولة العالم لكرة القدم للاتحاد الدولي لكرة القدم للمصابين بالشلل الدماغي | سجل بطولة العالم لكرة القدم للاتحاد الدولي لكرة القدم للمصابين بالشلل الدماغي | سجل بطولة العالم لكرة القدم للاتحاد الدولي لكرة القدم للمصابين بالشلل الدماغي | سجل بطولة العالم لكرة القدم للاتحاد الدولي لكرة القدم للمصابين بالشلل الدماغي | سجل بطولة العالم لكرة القدم للاتحاد الدولي لكرة القدم للمصابين بالشلل الدماغي | سجل بطولة العالم لكرة القدم للاتحاد الدولي لكرة القدم للمصابين بالشلل الدماغي | سجل بطولة العالم لكرة القدم للاتحاد الدولي لكرة القدم للمصابين بالشلل الدماغي |
| العام                                                                         | النتيجة                                                                       | المركز                                                                        | لعب                                                                           | ف                                                                             | ت                                                                             | خ                                                                             | له                                                                            | عليه                                                                          |
| ----------------------------------------------------------------------------- | ----------------------------------------------------------------------------- | ----------------------------------------------------------------------------- | ----------------------------------------------------------------------------- | ----------------------------------------------------------------------------- | ----------------------------------------------------------------------------- | ----------------------------------------------------------------------------- | ----------------------------------------------------------------------------- | ----------------------------------------------------------------------------- |
| 2015                                                                          | التصفيات الحادية عشرة والثانية عشرة                                           | الثاني عشر                                                                    | 5                                                                             | 1                                                                             | 1                                                                             | 3                                                                             | 4                                                                             | 15                                                                            |
| 2017                                                                          | التصفيات التاسعة والعاشرة                                                     | العاشر                                                                        | 6                                                                             | 3                                                                             | 0                                                                             | 3                                                                             | 8                                                                             | 19                                                                            |
| المجموع                                                                       |                                                                               | 0 ألقاب                                                                       | 11                                                                            | 4                                                                             | 1                                                                             | 6                                                                             | 12                                                                            | 34                                                                            |

| سجل بطولة العالم لكرة القدم للاتحاد الدولي لكرة القدم للمصابين بالشلل الدماغي | سجل بطولة العالم لكرة القدم للاتحاد الدولي لكرة القدم للمصابين بالشلل الدماغي | سجل بطولة العالم لكرة القدم للاتحاد الدولي لكرة القدم للمصابين بالشلل الدماغي | سجل بطولة العالم لكرة القدم للاتحاد الدولي لكرة القدم للمصابين بالشلل الدماغي | سجل بطولة العالم لكرة القدم للاتحاد الدولي لكرة القدم للمصابين بالشلل الدماغي | سجل بطولة العالم لكرة القدم للاتحاد الدولي لكرة القدم للمصابين بالشلل الدماغي | سجل بطولة العالم لكرة القدم للاتحاد الدولي لكرة القدم للمصابين بالشلل الدماغي | سجل بطولة العالم لكرة القدم للاتحاد الدولي لكرة القدم للمصابين بالشلل الدماغي | سجل بطولة العالم لكرة القدم للاتحاد الدولي لكرة القدم للمصابين بالشلل الدماغي |
| العام                                                                         | النتيجة                                                                       | المركز                                                                        | لعب                                                                           | ف                                                                             | ت                                                                             | خ                                                                             | له                                                                            | عليه                                                                          |
| ----------------------------------------------------------------------------- | ----------------------------------------------------------------------------- | ----------------------------------------------------------------------------- | ----------------------------------------------------------------------------- | ----------------------------------------------------------------------------- | ----------------------------------------------------------------------------- | ----------------------------------------------------------------------------- | ----------------------------------------------------------------------------- | ----------------------------------------------------------------------------- |
| 2019                                                                          | التصفيات الحادية عشرة والثانية عشرة                                           | الحادي عشر                                                                    | 6                                                                             | 3                                                                             | 0                                                                             | 3                                                                             | 13                                                                            | 15                                                                            |
| 2022                                                                          | التصفيات الحادية عشرة والثانية عشرة                                           | الحادي عشر                                                                    | 4                                                                             | 1                                                                             | 1                                                                             | 2                                                                             | 6                                                                             | 11                                                                            |
| المجموع                                                                       |                                                                               | 0 ألقاب                                                                       | 10                                                                            | 4                                                                             | 1                                                                             | 5                                                                             | 19                                                                            | 26                                                                            |

## تصنيف الاتحاد الدولي لكرة القدم للمصابين بالشلل الدماغي
اعتبارًا من 22 مايو 2022.
  أفضل تصنيف    أسوأ تصنيف    أفضل تغيّر    أسوأ تغيّر  
| تصنيف فريق كرة القدم البارالمبي الأسترالي | تصنيف فريق كرة القدم البارالمبي الأسترالي | تصنيف فريق كرة القدم البارالمبي الأسترالي | تصنيف فريق كرة القدم البارالمبي الأسترالي | تصنيف فريق كرة القدم البارالمبي الأسترالي |
|                                           | المركز                                    | العام                                     | التغيّر                                    | م                                         |
| ----------------------------------------- | ----------------------------------------- | ----------------------------------------- | ----------------------------------------- | ----------------------------------------- |
|                                           | 10                                        | 2022                                      |                                           | [ 1 ]                                     |
|                                           | 10                                        | 2021                                      |                                           | [ 1 ]                                     |
|                                           | 10                                        | 2020                                      |                                           | [ 1 ]                                     |
|                                           | 10                                        | 2019                                      | ▲6                                        | [ 1 ]                                     |
|                                           | 16                                        | 2018                                      | ▼1                                        | [ 19 ]                                    |
|                                           | 15                                        | 2017                                      | ▼1                                        | [ 18 ]                                    |
|                                           | 14                                        | 2016                                      | ▼4                                        | [ 20 ]                                    |
|                                           | 10                                        | 2015                                      |                                           | [ 21 ]                                    |
|                                           | 10                                        | 2014                                      |                                           | [ 21 ]                                    |

## باراماتيلداس
باراماتيلداس هو فريق كرة القدم الوطني الأسترالي للسيدات المصابات بالشلل الدماغي وإصابة الدماغ المكتسبة وأعراض السكتة الدماغية. فازوا بالميدالية الفضية في كأس العالم لكرة القدم للسيدات تحت إشراف الاتحاد الدولي للشلل الدماغي عام 2022، حيث فازت الولايات المتحدة في الوقت الإضافي.

## وصلات خارجية
- FFA Pararoos website